# Hydromyles
Hydromyles is een geslacht van weekdieren uit de klasse van de Gastropoda (slakken).

## Soort
- Hydromyles globulosus (Rang, 1825)